# 関西エアポート
関西エアポート株式会社（かんさいエアポート、Kansai Airports）は、関西国際空港及び大阪国際空港の運営を目的に2015年12月1日に設立された日本の会社。2016年4月1日より新関西国際空港株式会社から運営権が移管された。2018年4月1日からは100%出資会社である関西エアポート神戸株式会社が、神戸空港（KOBE）の運営を神戸市から引継ぎ、事業を開始した。

## 概説

### 関空・伊丹の運営開始
2015年11月10日、オリックスとフランスのヴァンシ・エアポート、他パナソニックや阪急阪神ホールディングス、南海電気鉄道等の企業30社で構成される「オリックス・ヴァンシエアポートコンソーシアム」が関西国際空港及び大阪国際空港特定空港運営事業等の優先交渉権者に選定された。その後、同年11月20日に基本協定書が締結されたのを受け、同年12月1日に設立した。
当初はオリックスとヴァンシ・エアポートの二社が出資をするが、運営開始までに第三者増資割当により関西に拠点を置く企業等が新株発行と増資を行っていた。本社は大阪府大阪市西区西本町一丁目4番1号（オリックス本町ビル）に所在していた。なお、関西エアポートはオリックスの持分法適用会社ではあるが、連結子会社ではない。厳密にはオリックスグループには属していない。
初代代表取締役社長にはオリックス不動産の代表取締役社長やオリックスの代表取締役副社長を歴任した山谷佳之が、代表取締役副社長にはカンボジアの空港運営会社「カンボジア・エアポーツ」の最高経営責任者であるエマヌエル・ムノントが就任した。
2015年12月15日、新関西国際空港との間で実施契約が締結された。2016年4月1日の事業開始に向けて引継ぎを進めていく予定である。契約は2060年3月31日までの44年間にも渡る。関西エアポートはその間に1兆円の設備投資を行い、利用者数を2059年度に両空港で2014年度の実績の7割増となる約5800万人に、売上高を6割増の約2500億円に伸ばす目標を掲げている。
利用者の増加に向けて中近距離路線がメインの格安航空会社（LCC）を誘致すると同時に、欧州路線・北米路線の新設を進めていく方針である。さらに、ホテルや商業施設を拡充して着陸料以外の収入を増やしていく予定である。
2016年4月1日、関西国際空港並びに大阪国際空港の新関西国際空港より運営権の移管を受けて運営を開始し、同時に本社所在地を現在の場所に変更した（登記上の本店は移転せず）。

## 運営空港
| 空港名       | 設置管理者             | ICAOコード | IATA空港コード |
| ------------ | ---------------------- | ---------- | -------------- |
| 大阪国際空港 | 新関西国際空港株式会社 | RJOO       | ITM            |
| 関西国際空港 | 新関西国際空港株式会社 | RJBB       | KIX            |
| 神戸空港     | 神戸市                 | RJBE       | UKB            |

## マスコットキャラクター
当社のマスコットキャラクターは『そらやん』（現在は3港合同マスコット）で、新関西国際空港の頃の2014年に大阪国際空港開港75周年記念に初めて登場した。登場当初から関西国際空港の開港当初からのマスコットで、同じ会社に所属する『カンクン』とイベントで一緒になることの方が多く、ゆるキャラグランプリ2014はそらやんが単独（大阪国際空港の所属扱い）でエントリーしていたが、ゆるキャラグランプリ2015からそらやんと共同（新関西国際空港所属に変更された）でエントリーするようになった。
その後当社の子会社が神戸空港の運営に携わる前日の2018年3月31日に関西国際空港で実施された『カンクン出発式』をもってカンクンが引退したことに伴い、翌日の4月1日から大阪国際空港の専任から関西国際空港と神戸空港のマスコットキャラクターも担当することになっている。
似たような例として、大阪府が乱発したマスコットキャラクターをもずやん（商標の関係でモッピーから改名）に統一したというものがある。

## グループ会社
当社設立後に設立されたものを除き、全社、新関西国際空港株式会社より株式の所有権の譲渡を受けたものである。2019年4月にグループの再編を行う。
- 関西国際空港熱供給株式会社
事業認可を受けた供給地区における熱供給事業を行う。
- 関西エアポートテクニカルサービス株式会社
100%出資子会社。メンテナンス、工事プロジェクト、IT事業を行う。
- 関西エアポートオペレーションサービス株式会社
100%出資子会社。空港島内における警備・消防・駐車場管理・旅客案内・清掃・プッシュカート・日常点検業務を行う。
- 関西エアポートリテールサービス株式会社
100%出資子会社。関西国際空港内の案内（アイパル）等の旅客サービス業、海外旅行保険の代理店業、飲食、免税店等の直営店舗事業。2019年4月1日に関西国際空港産業株式会社・関西国際空港サービス株式会社[注釈 2]と株式会社関西エアポートエージェンシーとの合併により発足。
- 国際航空旅客サービス株式会社
100％出資子会社。大阪国際空港、関西国際空港及び神戸空港で航空旅客サービスを行う。
- CKTS株式会社
100％出資子会社。関西国際空港及び東京国際空港における航空機地上サービス業務を行う。
- 関西エアポート神戸株式会社
100％出資子会社。神戸空港の滑走路等及びターミナルビル等の運営、維持管理を行う。事業期間は2060年3月31日まで。